# Битка код Пожаревца
Битка код Пожаревца или Бој код Пожаревца одиграла се за време Другог српског устанка.

## Битка
После ослобођеног Чачка, Милош Обреновић се упутио са великом војском од 12.000 устаника да ослободи Пожаревац. Милош је добио обавештење да се велика војска окупља око Пожаревца, да у испомоћ Турцима долази делибаша видинског везира са 1900 делија који су начинили шест шанчева и да имају један топ.
Милош је на путу за Пожаревац у Баточини затекао шанац са 2000 Арнаута. Ту су се устаници борили са Арнаутима, али су се ови после три дана предали. Потом су после ове победе устаници прешли Мораву и упутили се ка Пожаревцу.

### Ток битке
На путу ка Пожаревцу, Милош и устаници су налетели на делије. Срби су одмах ступили у борбу са делијама, али су се у једном тренутку поколебали, видевши са каквом се жестином делије боре. Милош је тада својом личном иницијативом повео напад на делије. Он је јурнуо на коњу ка делибаши упутивши му речи: „Вала делибаша, ти може бити да имаш куд и на другу страну, ал ја заиста немам куд, него ми ваља овде мрет...”. Потом су устаници савладали делије које су се повукле у шанчеве. Срби су први дан заузели први шанац на јуриш, потом у наредна два дана следећа два шанца, док Турци нису остали у великом шанцу са топом и два мала шанца до цркве и џамије. Милош потом посла свог писара са предлогом да се Турци предају и оставе џебану и топ, а да ће добити сигуран пролаз до Турске.
Током боја погинуо је шурак кнеза Милоша и брат кнегиње Љубице Јован Вукомановић. Кнегиња Љубица је касније на месту погибије брата Јована, где се одвијао бој подигла два јаблана.
У част српске победе је спевана епска народна песма Бој на Пожаревцу.

### Занимљивости
Битка је екранизована у серији Вук Караџић. У екранизацији приказана је борба српске пешадије и коњице са Турцима и сцена у којој Милош Обреновић на коњу јуриша на Асана делибашу са речима: „Море делибашо ти имаш куд, ил’ жив ил’ мртав, а ја немам.”
Анастас Јовановић је урадио литографију „Књаз Милош у боју,, на којој је књаз Милош приказан са устаницима како се на коњу боре против Турака. Литографија је заједно са литографијом „Карађорђе у боју” објављена у монографији Анастаса Јовановића у конаку кнегиње Љубице.